# Anna Steele
Anna-Marie Steele (tidigare Anna-Marie Steele Karlström), född 1 november 1959 i London, är en svensk politiker (liberal). Hon var riksdagsledamot (statsrådsersättare) 2010–2014, invald för Stockholms läns valkrets. Steele är uppväxt i Södertälje och Nykvarn.

## Biografi
Anna Steele blev internutbildad till resebyråtjänsteman på Statens Järnvägars resebyrå, SJ Resebyrå. Delägare i Strukturdata AB mellan 1987 och 2011.
I november 2011 valdes Anna Steele till ledamot av Republikanska föreningens styrelse. Mellan oktober 2012 och november 2014 var hon ordförande för Liberala kvinnor.

### Riksdagsledamot
Steele kandiderade i riksdagsvalet 2010 och blev ersättare. Hon tjänstgjorde som statsrådsersättare för Nyamko Sabuni 6 oktober 2010–22 januari 2013 och för Erik Ullenhag från och med 23 januari 2013 till mandatperiodens slut.
I riksdagen var Steele suppleant i civilutskottet, kulturutskottet, näringsutskottet och skatteutskottet.